# Eriogonum butterworthianum
Eriogonum butterworthianum är en slideväxtart som beskrevs av Howell. Eriogonum butterworthianum ingår i släktet Eriogonum och familjen slideväxter. Inga underarter finns listade i Catalogue of Life.